# Münzstraße (Berlin)
Die Münzstraße im Berliner Ortsteil Mitte in der Spandauer Vorstadt erstreckt sich zwischen Rosa-Luxemburg- und Neuer Schönhauser Straße. Der Verlauf der knapp 200 Meter langen Straße folgt dem früher hier vorhandenen Graben der Festung Berlin.
Der erste um 1750 nach Beseitigung der Festungswerke um den Stadtkern von Berlin angelegte Verkehrsweg hieß demnach noch Contrescarpe. Seit dem 9. Juni 1770 ist die Straße nach dem 1752 vom Generalmünzdirektor Johann Philipp Graumann hier errichteten königlichen Münzgebäude benannt. Das westliche Ende der Münzstraße ist die Fortsetzung der Weinmeisterstraße, das östliche Ende wird hinter der Rosa-Luxemburg-Straße als Memhardstraße weitergeführt.

## Historische Gebäude

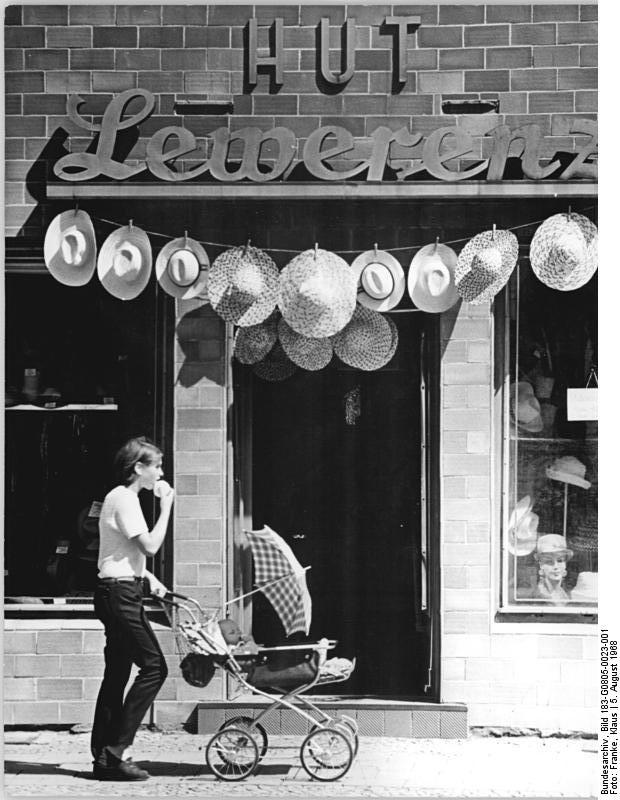
„Mexikanische Geschäftsauslagen“ präsentiert dieses Hutgeschäft in der Münzstraße, inspiriert von den bevorstehenden Olympischen Sommerspielen 1968

### Erhalten
(Die Nummerierung der Hausnummern erfolgte in den 1970er Jahren neu)
- Münzstraße 4: 1855 errichtete der Drucker Ernst Litfaß an der Ecke Münzstraße und Grenadierstraße (jetzt: Almstadtstraße) seine erste Annonciersäule und startete mit dem zylinderförmigen Werbeträger eine beispiellose Erfolgsgeschichte. Am 18. Mai 2006 wurde durch die VVR-Berek GmbH, Vermarkter von 3000 Litfaßsäulen in Berlin, eine bronzene Litfaß-Gedenksäule, gestaltet von der Berliner Bildhauerin Felicitas Franck, an dieser Stelle gestiftet.
- Münzstraße 21/23: Wohn- und Geschäftsanlage: langes, dem Knick der Contrescarpe folgendes Gebäude mit gestreckter Straßenfront in Neorenaissanceformen aus rotem Klinker und Sandstein.[2] Hier befindet sich eine Gedenktafel für Carl Friedrich Zelter. Das Haus beherbergt den exklusiven Berliner Club Münzsalon.[3] Im Jahre 1805 wohnte der jüdische Bauinspektor Salomo Sachs in der Nr. 22.[4] Von 1883 bis 2014 existierte hier auch die bei Anwohnern beliebte Bierbar Alt-Berlin. Im Vorgängerbau Münzstraße 21 gründete Ludwig Cauer (Pädagoge) 1818 die Cauersche Lehr- und Erziehungsanstalt.
- Zahlreiche inzwischen sanierte und unter Denkmalschutz stehende Wohn- und Geschäftshäuser aus der Gründerzeit.[5]

### Nicht erhalten
- Münzstraße 1 (am heutigen Standort Nr. 23) – Geburtshaus von Carl Friedrich Zelter
- Münzstraße 20 (alt) – Victoria-Theater, Theatergründer Rudolf Cerf war Vorlage für Wedekinds Der Marquis von Keith
- Münzstraße 16 – 1899 Otto Pritzkows Theater lebender Photographie unter dem Namen Berliner Abnormitäten-Theater wird als erstes Berliner Filmtheater eröffnet
- Münzstraße 7–11 (neu) – Wohn- und Sterbehaus von Karl Philipp Moritz[6]
- Münzstraße 11 – Bücherhalle der Bona Peiser und Wohnhaus von Cioma Schönhaus
- Münzstraße 10 – Königliche Bildgießerei (Hermann Gladenbeck)
- Münzstraße 23 (alt, neu 4; Ecke Grenadierstraße) – hier stand die Ziegenbockswache (Bürgerwehr-Angedenkens anno 1848)
- Münzstraße, Palais von Sydow (1730/31 von Philipp Gerlach, 1774 von Carl Gotthard Langhans umgebaut, 1857 abgerissen)

## Personen, die mit der Straße verbunden sind
- Johann Wolfgang von Goethe
- Julien Offray de La Mettrie
- Karl Philipp Moritz
- Carl Friedrich Zelter
- Salomo Sachs

## Literarischer Handlungsort
- Irmgard Keun: Das kunstseidene Mädchen. Roman. Universitas, Berlin 1932
- Alfred Döblin: Berlin Alexanderplatz. Die Geschichte vom Franz Biberkopf. S. Fischer, Berlin 1929
- Cioma Schönhaus: Der Passfälscher. Die unglaubliche Geschichte eines jungen Grafikers, der im Untergrund gegen die Nazis kämpfte, Mit Zeichnungen des Autors, Bearb., mit einem Nachwort vers. und hrsg. von Marion Neiss. Scherz, Frankfurt am Main 2004